# Never Let You Go (sång av Dima Bilan)
Never Let You Go (ryska Kak ustroen etot mir) , skriven av Karen Kavaleryan och Irina Antonjan och inspelad och framförd av Dima Bilan, var Rysslands bidrag i Eurovision Song Contest 2006, där den slutade på andra plats efter segerbidraget Hard Rock Hallelujah, som framfördes för Finland av hårdrocksbandet Lordi.

## Listplaceringar
| Lista (2006)          | Topplacering |
| --------------------- | ------------ |
| Ryssland (spellistan) | 3            |